# Fort Gaines
Fort Gaines és una població dels Estats Units a l'estat de Geòrgia. Segons el cens del 2000 tenia 1.110 habitants.

## Demografia
Segons el cens del 2000, Fort Gaines tenia 1.110 habitants, 429 habitatges, i 287 famílies. La densitat de població era de 89,5 habitants/km².
Dels 429 habitatges en un 28,2% hi vivien nens de menys de 18 anys, en un 31,2% hi vivien parelles casades, en un 31,9% dones solteres, i en un 33,1% no eren unitats familiars. En el 31% dels habitatges hi vivien persones soles el 14,9% de les quals corresponia a persones de 65 anys o més que vivien soles. El nombre mitjà de persones vivint en cada habitatge era de 2,45 i el nombre mitjà de persones que vivien en cada família era de 3,07.
Per edats la població es repartia de la següent manera: un 28,7% tenia menys de 18 anys, un 8,7% entre 18 i 24, un 21% entre 25 i 44, un 19,5% de 45 a 60 i un 22% 65 anys o més.
L'edat mediana era de 39 anys. Per cada 100 dones de 18 o més anys hi havia 65,8 homes.
La renda mediana per habitatge era de 18.304 $ i la renda mediana per família de 20.909 $. Els homes tenien una renda mediana de 20.417 $ mentre que les dones 14.875 $. La renda per capita de la població era de 12.481 $. Entorn del 34,7% de les famílies i el 40,5% de la població estaven per davall del llindar de pobresa.

## Poblacions properes
El següent diagrama mostra les poblacions més properes.